# Lo-fi (ljudterm)
Lo-fi, från low fidelity, beskriver ett ljud inom ljudtekniken som innehåller artefakter, till exempel distorsion, ambiensbrus eller ljud med begränsad frekvensåtergivning. Lo-Fi är motsatsen till high fidelity (Hi-Fi).
I digitalt ljud syftar lo-fi oftast på en ljudfil med en låg bitrate (hos komprimerade ljudfiler) eller en ljudfil med lägre samplingsfrekvens, vilket inte ger full frekvensåtergivning.

## Digitalt inspelat ljud
Människans öron kan i bästa fall höra upp till 20 000 Hz. Normal CD-kvalité har samplingsfrekvensen 44 100 Hz (hos DVD 48 000 Hz), och genom att halvera samplingsfrekvensen får man det maximala frekvensomfånget hos det digitala mediet; en CD-skiva kan alltså lagra ljud med frekvenser upp till 22 050 Hz och DVD-skiva upp till 24 000 Hz. En ljudfil som istället har samplingsfrekvensen 22 000 Hz, vilket alltså motsvarar frekvenser upp till 11 000 Hz, ger en hörbar kvalitetsförlust.